# آی‌تی‌وی (شبکه تلویزیونی)
آی‌تی‌وی (انگلیسی: ITV) یک شبکه تلویزیونی در بریتانیا است.
این شبکه تلویزیونی در تاریخ ۲۲ سپتامبر ۱۹۵۵ شروع به کار کرده‌است و هم‌اکنون در انگلستان، ولز، جنوب اسکاتلند، جزیره من و جزیره‌های مانش قابل دریافت می‌باشد.